# كولورادو سبرينغز سويتشباكس
نادي كولورادو سبرينغز سويتشباكس لكرة القدم (بالإنجليزية: Colorado Springs Switchbacks Football Club)‏ هو فريق كرة قدم أمريكي تأسس في سنة في كولورادو سبرينغز، كولورادو وهو يلعب في بطولة الدوري الأمريكي.